# Valentín Barco
Valentín Barco (25 de Mayo, Buenos Aires; 23 de julio de 2004) es un futbolista argentino que se desempeña como lateral izquierdo o volante en el R. C. Estrasburgo de la Ligue 1.

## Trayectoria

### Club Atlético Sportivo
En sus comienzos se desempeñó como delantero de las inferiores del Club Sportivo de su localidad natal, 25 de Mayo, que se ubica en el interior de la Provincia de Buenos Aires, Argentina. Desde joven se destacó entre sus compañeros y mostró un talento único que lo llevaría a probarse en Boca Juniors.

### Club Atlético Boca Juniors
Arribó a las inferiores del Club Atlético Boca Juniors de la mano del ojeador Ramón Maddoni, luego de una prueba realizada a finales del año 2013. De esta manera, se convirtió en canterano xeneize a la edad de 9 años.
Su primer puesto en su formación de futbolista fue de delantero, pero al llegar a las divisiones inferiores de Boca Juniors fue reconvertido en lateral izquierdo. En octubre del año 2020, mientras integraba la 7.ª división, firmó su primer contrato como profesional.En junio de 2021 pasa a entrenarse con el plantel profesional y a realizar la pretemporada con el primer equipo. En julio de ese mismo año integró la nómina de la Copa Libertadores para encarar los octavos de final frente a Atlético Mineiro.
De cara al primer encuentro de la Liga Profesional 2021 fue seleccionado por el director técnico Miguel Ángel Russo para formar parte del 11 inicial frente a Unión de Santa Fe. Con su debut, Barco, se convirtió en el cuarto jugador más joven en debutar en Boca Juniors con 16 años.
El 29 de junio de 2023, frente a Monagas S.C en la fase de grupos de la Copa Libertadores 2023, Barco marcó su primer gol oficial con la camiseta de Boca.Con su tanto se transformó en el cuarto jugador más joven de Boca en convertir en el torneo continental, por detrás de Carlos Tévez, Juan Cruz Komar y Franco Cángele.Sus buenos desempeños y buena rotación de posición convencieron a Jorge Almirón para conservarlo en el once titular del Xeneize para los partidos de la Copa Libertadores 2023 y Copa Argentina 2023.

### Brighton & Hove Albion
A comienzos de 2024 y tras varias semanas de negociación, el lateral fichó por el Brighton de Inglaterra, que pagó su cláusula de rescisión de 10 millones de dólares (9,1 millones de euros), firmando un contrato de cuatro años y medio hasta el 30 de junio de 2028.

### Sevilla
Tras la ida de Marcos Acuña a River, desde los sevillistas buscaron y encontraron un reemplazante en Valentín Barco: el 21 de agosto de 2024 se confirmó su cesión desde Brighton tras la decisión de Fabian Hürzeler, nuevo DT del club, de que Valentín fuera el tercer lateral a disposición por detrás de Vitali Mykolenko e Imari Samuels (demostrado en el debut de la Premier League 2024-25 en el triunfo 3-0 ante Everton, donde no sumó minutos). Fue el mismo Fabian el que aceptó que el préstamo se efectuara: se fue a los blanquirrojos por un año sin opción de compra. Debutó en la jornada cuarta contra el Girona FC.

## Selección nacional

### Categorías juveniles
Formó parte de la selección argentina desde sus divisiones más tempranas.
En el año 2019 fue convocado por la Selección de fútbol sub-15 de Argentina dirigida en aquel entonces por Alejandro Saggege, a disputar el Sudamericano Sub-15 de 2019, en donde conseguiría el segundo puesto, al caer Argentina derrotada frente a su par Brasil por penales. En dicho torneo disputó 5 partidos y marcó 3 goles.
No tuvo participaciones con la Selección de fútbol sub-17 de Argentina debido a que el equipo no tuvo competencias, ya que tanto el Sudamericano sub-17 de 2021, como la Copa Mundial sub-17 de 2021 fueron suspendidos debido a la pandemia por Covid-19. En octubre de 2021 fue convocado a la Selección sub-20 de Argentina para realizar entrenamientos en la categoría, con tan sólo 17 años de edad, siendo el jugador más joven de la categoría.
En agosto del año 2022, Barco, ganó su primer título con la selección Argentina, este fue el Torneo internacional de fútbol sub-20 de la Alcudia de 2022. También fue elegido MVP (mejor futbolista) de todo el torneo.

### Selección mayor
Debutó en la selección mayor el 22 de marzo de 2024 a los 10 minutos del segundo tiempo en un amistoso contra El Salvador.

### Participaciones en torneos con selecciones juveniles
| Torneo                        | Sede      | Resultado        | Partidos | Goles | Asistencias |
| ----------------------------- | --------- | ---------------- | -------- | ----- | ----------- |
| Sudamericano Sub-15 2019      | Paraguay  | Subcampeón       | 6        | 3     | 0           |
| Copa Mundial Sub-20 2023      | Argentina | Octavos de final | 4        | 0     | 1           |
| Preolímpico Sudamericano 2024 | Venezuela | Subcampeón       | 5        | 0     | 2           |

## Estadísticas

### Clubes
- Actualizado al último partido jugado el 17 de agosto de 2025.

| Club                                    | Div.          | Temporada     | Liga  | Liga  | Liga   | Copas nacionales | Copas nacionales | Copas nacionales | Copas internacionales | Copas internacionales | Copas internacionales | Total | Total | Total  | Media goleadora |
| Club                                    | Div.          | Temporada     | Part. | Goles | Asist. | Part.            | Goles            | Asist.           | Part.                 | Goles                 | Asist.                | Part. | Goles | Asist. | Media goleadora |
| --------------------------------------- | ------------- | ------------- | ----- | ----- | ------ | ---------------- | ---------------- | ---------------- | --------------------- | --------------------- | --------------------- | ----- | ----- | ------ | --------------- |
| Boca Juniors Argentina                  | 1.ª           |               |       |       |        |                  |                  |                  |                       |                       |                       |       |       |        |                 |
| Boca Juniors Argentina                  | 1.ª           | 2021          | 3     | 0     | 0      | —                | —                | —                | —                     | —                     | —                     | 3     | 0     | 0      | 0               |
| Boca Juniors Argentina                  | 1.ª           | 2022          | —     | —     | —      | —                | —                | —                | —                     | —                     | —                     | 0     | 0     | 0      | 0               |
| Boca Juniors Argentina                  | 1.ª           | 2023          | 11    | 0     | 1      | 12               | 0                | 2                | 9                     | 1                     | 1                     | 32    | 1     | 4      | 0.03            |
| Boca Juniors Argentina                  | Total club    | Total club    | 14    | 0     | 1      | 12               | 0                | 2                | 9                     | 1                     | 1                     | 35    | 1     | 4      | 0.03            |
| Brighton & Hove Albion F. C. Inglaterra | 1.ª           | 2023-24       | 6     | 0     | 0      | 1                | 0                | 0                | —                     | —                     | —                     | 7     | 0     | 0      | 0               |
| Brighton & Hove Albion F. C. Inglaterra | Total club    | Total club    | 6     | 0     | 0      | 1                | 0                | 0                | 0                     | 0                     | 0                     | 7     | 0     | 0      | 0               |
| Sevilla F. C. · España                  | 1.ª           | 2024-25       | 7     | 0     | 0      | 2                | 0                | 1                | —                     | —                     | —                     | 9     | 0     | 1      | 0               |
| Sevilla F. C. · España                  | Total club    | Total club    | 7     | 0     | 0      | 2                | 0                | 1                | 0                     | 0                     | 0                     | 9     | 0     | 1      | 0               |
| Racing Estrasburgo Francia              | 1.ª           | 2024-25       | 14    | 0     | 2      | 1                | 0                | 0                | —                     | —                     | —                     | 15    | 0     | 2      | 0               |
| Racing Estrasburgo Francia              | 1.ª           | 2025-26       | 1     | 0     | 0      | 0                | 0                | 0                | 0                     | 0                     | 0                     | 1     | 0     | 0      | 0               |
| Racing Estrasburgo Francia              | Total club    | Total club    | 15    | 0     | 2      | 1                | 0                | 0                | 0                     | 0                     | 0                     | 16    | 0     | 2      | 0               |
| Total carrera                           | Total carrera | Total carrera | 42    | 0     | 3      | 16               | 0                | 3                | 9                     | 1                     | 1                     | 67    | 1     | 7      | 0.02            |
| 1. 2. 3.                                |               |               |       |       |        |                  |                  |                  |                       |                       |                       |       |       |        |                 |

### Selección
| Selección          | Temporada | Amistosos | Amistosos | Amistosos | Sudamérica | Sudamérica | Sudamérica | Mundial | Mundial | Mundial | Total | Total | Total  | Media goleadora |
| Selección          | Temporada | Part.     | Goles     | Asist.    | Part.      | Goles      | Asist.     | Part.   | Goles   | Asist.  | Part. | Goles | Asist. | Media goleadora |
| ------------------ | --------- | --------- | --------- | --------- | ---------- | ---------- | ---------- | ------- | ------- | ------- | ----- | ----- | ------ | --------------- |
| Sub-15 Argentina   | 2019      | —         | —         | —         | 6          | 3          | 0          | —       | —       | —       | 6     | 3     | 0      | 0.5             |
| Sub-15 Argentina   | Total     | 0         | 0         | 0         | 6          | 3          | 0          | 0       | 0       | 0       | 6     | 3     | 0      | 0.5             |
| Sub-20 Argentina   | 2022      | 3         | 0         | 1         | —          | —          | —          | —       | —       | —       | 3     | 0     | 1      | 0               |
| Sub-20 Argentina   | 2023      | 2         | 1         | 0         | —          | —          | —          | 4       | 0       | 1       | 6     | 1     | 1      | 0.17            |
| Sub-20 Argentina   | Total     | 5         | 1         | 1         | 0          | 0          | 0          | 4       | 0       | 1       | 9     | 1     | 2      | 0.11            |
| Sub-23 Argentina   | 2023      | 2         | 1         | 1         | —          | —          | —          | —       | —       | —       | 2     | 1     | 0      | 0.5             |
| Sub-23 Argentina   | 2024      | —         | —         | —         | 5          | 0          | 1          | —       | —       | —       | 5     | 0     | 1      | 0               |
| Sub-23 Argentina   | Total     | 2         | 1         | 0         | 5          | 0          | 1          | 0       | 0       | 0       | 7     | 1     | 1      | 0.14            |
| Absoluta Argentina | 2024      | 1         | 0         | 0         | —          | —          | —          | —       | —       | —       | 1     | 0     | 0      | 0               |
| Absoluta Argentina | Total     | 1         | 0         | 0         | 0          | 0          | 0          | 0       | 0       | 0       | 1     | 0     | 0      | 0               |
| Total              | Total     | 8         | 2         | 1         | 11         | 3          | 1          | 4       | 0       | 1       | 23    | 5     | 3      | 0.22            |
| 1.                 |           |           |           |           |            |            |            |         |         |         |       |       |        |                 |

### Resumen estadístico
| Competición           | Partidos | Goles | Promedio | Asistencias | Promedio |
| --------------------- | -------- | ----- | -------- | ----------- | -------- |
| Primera División      | 42       | 0     | 0        | 3           | 0.07     |
| Copas nacionales      | 16       | 0     | 0        | 3           | 0.19     |
| Copas internacionales | 9        | 1     | 0.11     | 1           | 0.11     |
| Selección absoluta    | 1        | 0     | 0        | 0           | 0        |
| Subtotal              | 68       | 1     | 0.01     | 7           | 0.1      |
| Selección Sub-23      | 7        | 1     | 0.14     | 1           | 0.14     |
| Selección Sub-20      | 9        | 1     | 0.11     | 2           | 0.22     |
| Selección Sub-15      | 6        | 3     | 0.5      | 0           | 0        |
| Total                 | 90       | 6     | 0.07     | 10          | 0.11     |

## Estilo de juego
Barco ha sido descrito como uno de los prospectos juveniles más emocionantes de Argentina. Normalmente juega como un lateral merodeador que puede hacer carreras hacia adelante y crear oportunidades para sus compañeros de equipo. También se ha destacado por su versatilidad, habiendo jugado como extremo.